# John Playford
John Playford   (Norwich, 1623 - Londres, 24 de desembre de 1686 ↔ 24 de gener de 1687) va ser un llibreter, editor de Londres, compositor menor i membre de la Companyia Stationers, que va publicar llibres sobre teoria musical, llibres d'instruccions per a diversos instruments i psalteris amb cançons per cantar a les esglésies. És potser el més conegut avui per la seva publicació de "The English Dancing Master" el 1651.
Va ser editor musical i substituí els caràcters antics per nous tipus, en els quals s'hi notaven menys les solucions de continuïtat. Era el pare del també músic Henry Playford

## Publicacions
- A musical banquet (1651);
- Catch that catch can (1652);
- Select musical ayres and dialogues (1652);
- Brief introduction to the skill of music (1654),
- Musical recreation on the skill of music (1654), obra treta de les obres teòriques de Morley, Butler i d'altres autors.
- The whole book of psalms, with the ausual hymns and espiritual songs (1673;
- Psalms and hymns in solemn music (1671);
- 6 hymns for 1 Voice to the organ (1671);
- The musical companion (1673);
- Cantica sacra (1674);
- 40 himnes i antífones;
- Choice ayres and dialogues (1676/85).